# Marquis Cooper
Marquis Victor Cooper (Mesa, 11 marzo 1982 – Clearwater, 6 marzo 2009) è stato un giocatore di football americano statunitense che ha militato nel ruolo di linebacker nella National Football League.

## Nella NFL
Al draft NFL 2004 venne selezionato dai Tampa Bay Buccaneers come 79a scelta. Debuttò nella NFL il 12 settembre 2004 contro i Washington Redskins, concluse la stagione giocando 14 partite di cui nessuna da titolare facendo 9 tackle tutti da solo.
Nella stagione 2005 giocò 12 partite di cui nessuna da titolare facendo 18 tackle di cui 15 da solo.
Nella stagione 2006 passò ai Vikings e giocò una partita non da titolare, poi passò agli Steelers e giocò 2 partite non da titolare ed infine passò ai Seahawks e giocò una partita non da titolare facendo un solo tackle.
Nella stagione 2007 passò agli Steelers per poi andare ai Jaguars dove giocò una partita non da titolare facendo 2 tackle da solo. Poi ritornò agli Steelers dove giocò 3 partite non da titolare facendo 2 tackle da solo.
Nel 2008 firmò con i Raiders il 5 novembre. Giocò 8 partite di cui nessuna da titolare facendo 5 tackle da solo.
La domenica del 1º marzo 2009, insieme a tre sui amici, fra cui il giocatore dei Detroit Lions Corey Smith, uscì in barca per pescare. Il gruppo fu sorpreso dal brutto tempo e la barca si rovesciò. Lunedì 2 fu tratto in salvo l'unico dei quattro che si trovava vicino alla barca con ancora il proprio salvagente. Le ricerche della guardia costiera continuarono fino a martedì sera poi si conclusero senza aver trovato nessun altro. Dal 2 marzo al 6 marzo proseguirono invece quelle private; quando anche queste non diedero nessun esito, vennero abbandonate.
Il 19 agosto 2009 sul sito dei Raiders apparse l'elmetto che venne indossato in sua memoria dalla squadra per tutta la stagione 2009.